# Mieczysław Melenas
Mieczysław Melenas (ur. 2 lutego?/15 lutego 1904 w Jekatierynosławiu, zm. ?) – podpułkownik Armii Czerwonej, generał brygady LWP, zastępca szefa Głównego Zarządu Politycznego WP w latach 1950–1955.

## Życiorys
Syn Pawła i Aleksandry z d. Kurczewskiej, 1921 skończył gimnazjum, 1922 zaliczył rok w Technikum Kolejowym w Dniepropietrowsku, przerwał naukę z powodu choroby. Był ślusarzem w Zakładach Parowozowych im. Stalina, od 1925 działacz Komsomołu.
We wrześniu 1927 wstąpił do Armii Czerwonej, gdzie od lutego 1929 był zastępcą dowódcy szwadronu ds. politycznych w szkole pułkowej 51 pułku kawalerii. W latach 1933–1937 studiował w Akademii Politycznej im. Lenina w Moskwie, po czym został politrukiem i szefem pracy politycznej w 39 Morskiej Brygadzie. Zastępca kierownika kursu w Wyższej Szkole Marynarki Wojennej w Leningradzie. We wrześniu 1938 zwolniony na fali czystek stalinowskich, do grudnia 1939 był w rezerwie. Absolwent kursu dowódców batalionów w Baku (1941).
Od jesieni 1941 walczył na froncie sowiecko-niemieckim jako dowódca samodzielnego batalionu 69 Samodzielnej Brygady Morskiej na Froncie Karelskim, w lutym 1942 kontuzjowany, od kwietnia 1942 inspektor oddziału politycznego 7 Armii. Od grudnia 1942 podpułkownik., od stycznia 1944 dowódca 763 pułku piechoty w 114 Dywizji Piechoty 7 Armii. W kwietniu 1944 skierowany do służby w Armii Polskiej w ZSRR, 10 czerwca 1944 został dowódcą 4 pp 2 DP im. Dąbrowskiego. Dowodził pułkiem w walkach nad Wisłą i na Pomorzu.
4 stycznia 1945 mianowany pułkownikiem, 25 kwietnia 1945 został komendantem Centralnej Szkoły Oficerów Polityczno-Wychowawczych w Łodzi. W grudniu 1945 mianowany generałem brygady przez Prezydium KRN, w lipcu 1946 zatwierdzony przez Prezydium Rady Ministrów ZSRR w stopniu generała majora Armii Czerwonej. Od stycznia 1946 dowódca 3 Dywizji Piechoty, uczestnik walk z UPA w Bieszczadach. 24 września 1946 Prezydium KRN nadało mu polskie obywatelstwo. Od grudnia 1947 członek Akademii sztabu Generalnego WP w Rembertowie, od 1 stycznia 1948 kierownik II kursu i wykładowca tej akademii, od 1 maja 1948 kierownik I kursu i pomocnik komendanta akademii ds. liniowych. 7 lutego 1950 – 16 listopada 1955 zastępca szefa Głównego Zarządu Politycznego WP, po zdaniu obowiązków służbowych wyjechał do ZSRR. W latach 80. mieszkał w Leningradzie i prawdopodobnie tam zmarł.

## Odznaczenia
- Krzyż Komandorski Orderu Odrodzenia Polski (1954)
- Krzyż Oficerski Orderu Odrodzenia Polski (1945)
- Order Virtuti Militari V klasy (1945)
- Order Krzyża Grunwaldu III klasy (1945)
- Złoty Krzyż Zasługi (1946)
- Medal za Warszawę 1939–1945
- Medal za Odrę, Nysę, Bałtyk
- Złota odznaka honorowa „Za Zasługi dla Warszawy” (1960)[1]
- Medal „Za zwycięstwo nad Niemcami w Wielkiej Wojnie Ojczyźnianej 1941–1945”
- Srebrny Medal „Siły Zbrojne w Służbie Ojczyzny” (1954)
- Order Czerwonego Sztandaru (1945)
- Order Wojny Ojczyźnianej I stopnia (1945)
- Order Czerwonej Gwiazdy
- Medal „Za zasługi bojowe” (1943)